# Mazax kaspari
Mazax kaspari là một loài nhện trong họ Corinnidae.
Loài này thuộc chi Mazax. Mazax kaspari được miêu tả năm 1978 bởi Cokendolpher.